# NGC 5887
NGC 5887 је лентикуларна галаксија у сазвежђу Змија која се налази на NGC листи објеката дубоког неба.
Деклинација објекта је + 1° 9' 17" а ректасцензија 15h 14m 43,9s. Привидна величина (магнитуда) објекта NGC 5887 износи 13,9 а фотографска магнитуда 14,8. NGC 5887 је још познат и под ознакама UGC 9779, MCG 0-39-12, CGCG 21-56, NPM1G +01.0445, PGC 54416.